# Sea Hunter
 (mars 2024).
Le Sea Hunter est un navire de surface sans équipage et autonome (drone) utilisé comme démonstrateur dans le cadre du programme de navires autonomes de lutte anti-sous-marine ASW Continuous Trail Unmanned Vessel (en) (ACTUV) de la Defense Advanced Research Projects Agency (DARPA).
Lancé en 2016, le navire a été construit par Vigor Industrial (en).